# Oficina Europea de Patents
|  | No s'ha de confondre amb l'Oficina de Propietat Intel·lectual de la Unió Europea (EUIPO). |

L'Oficina Europea de Patents (OEP) és l'organisme encarregat de l'aplicació administrativa del Conveni sobre la Patent Europea també anomenat Conveni de Múnic (firmat el 1973). Gràcies a aquest tractat internacional, mitjançant un únic procediment es poden aconseguir patents nacionals en tots els països firmants. El seu primer president va ser Johannes Bob van Benthem.
Els seus idiomes de treball són l'anglès, el francès i l'alemany i té la seu a Múnic, La Haia, Viena, Brussel·les i Berlín.